# Afton (Oklahoma)
Afton es un pueblo ubicado en el condado de Ottawa en el estado estadounidense de Oklahoma. En el año 2010 tenía una población de 1049 habitantes y una densidad poblacional de 243,95 personas por km².

## Geografía
Afton se encuentra ubicado en las coordenadas 36°41′31″N 94°57′50″O / 36.69194, -94.96389 (36.691845, -94.964024).

## Demografía
Según la Oficina del Censo en 2000 los ingresos medios por hogar en la localidad eran de $21,964 y los ingresos medios por familia eran $28,036. Los hombres tenían unos ingresos medios de $22,361 frente a los $16,964 para las mujeres. La renta per cápita para la localidad era de $11,032. Alrededor del 21.0% de la población estaban por debajo del umbral de pobreza.